# Tennis-Bundesliga 2019
Die Tennis-Bundesliga 2019 bestand aus drei Ligen, in denen bei den Herren, Damen und Herren 30 jeweils zwischen sieben und 10 Mannschaften um die Titel der Deutschen Mannschaftsmeister kämpften. Es handelte sich dabei um die 1. Bundesliga Herren, die 1. Bundesliga Damen und die 1. Bundesliga Herren 30. Daneben gab es bei den Damen und Herren als direkten Unterbau die 2. Bundesliga Herren und Damen.
Der TK Grün-Weiss Mannheim verteidigte seinen Titeln bei den Herren und wurde deutscher Meister 2019. Bei den Damen gewann der TC Bad Vilbel und bei den Herren 30 die Mannschaft des Buschhausener TC.

## Organisation
Die Tennis-Bundesligen in Deutschland werden vom Deutschen Tennis Bund mit Sitz in Hamburg veranstaltet und organisiert. Grundlage für die Durchführung sind neben den Tennisregeln der ITF, die Turnierordnung des DTB sowie das Bundesliga-Statut.

## Namenssponsoren
Namenssponsor der 1. Tennis-Bundesliga der Herren war 2019 der Online-Tennis-Versandhändler Tennispoint. Die Bundesligen der Damen und Herren 30 hatten 2019 keinen Namenssponsor.

## Tennis-Bundesliga der Herren 2019

### 1. Tennis-Bundesliga der Herren
Der TK Grün-Weiss Mannheim verteidigte seinen Titeln bei den Herren und wurde zum insgesamt siebten Mal deutscher Mannschaftsmeister der Herren.
Der TC Weinheim musste bei Punktgleichheit mit dem KTHC Stadion Rot-Weiss nur aufgrund des um zwei Siege schlechteren Matchverhältnisses gemeinsam mit dem abgeschlagenen Tabellenschlusslicht TK Blau-Weiss Aachen absteigen.
|     | Mannschaft                         | Begegnungen | Punkte | Matches | Sätze | Spiele  |
| --- | ---------------------------------- | ----------- | ------ | ------- | ----- | ------- |
| 01. | TK Grün-Weiss Mannheim (M)         | 9           | 15:3   | 34:20   | 76:51 | 553:472 |
| 02. | Allpresan Rochusclub Düsseldorf    | 9           | 13:5   | 33:21   | 71:53 | 554:504 |
| 03. | BW Timberland Finance Krefeld      | 9           | 12:6   | 31:23   | 66:59 | 534:526 |
| 04. | TK Kurhaus Lambertz Aachen         | 9           | 11:7   | 30:24   | 71:60 | 553:536 |
| 05. | Badwerk Gladbacher HTC             | 9           | 10:8   | 31:23   | 75:59 | 554:511 |
| 06. | TC Großhesselohe (N)               | 9           | 9:9    | 29:25   | 72:61 | 558:480 |
| 07. | Team Hämmerling TuS Sennelager (N) | 9           | 7:11   | 24:30   | 60:69 | 502:548 |
| 08. | Kölner THC Stadion Rot-Weiß        | 9           | 6:12   | 24:30   | 55:69 | 512:557 |
| 09. | TC Weinheim                        | 9           | 6:12   | 22:32   | 57:71 | 511:546 |
| 10. | TK Blau-Weiss Aachen (N)           | 9           | 1:17   | 12:42   | 37:88 | 442:593 |

### 2. Tennis-Bundesliga der Herren
Der TC Blau-Weiss Neuss gewann ungeschlagen die zweite Bundesliga Nord und sicherte sich damit den direkten Wiederaufstieg in die erste Bundesliga.
Im Süden tat es der TSV 1860 Rosenheim den Neussern gleich und stieg ebenfalls ungeschlagen auf.

#### 2. Tennis-Bundesliga Nord
|     | Mannschaft                  | Begegnungen | Punkte | Matches | Sätze  | Spiele  |
| --- | --------------------------- | ----------- | ------ | ------- | ------ | ------- |
| 01. | TC Blau-Weiss Neuss (A)     | 8           | 16:0   | 57:15   | 118:40 | 787:494 |
| 02. | TC Bredeney Essen (N)       | 8           | 14:2   | 58:14   | 120:42 | 801:514 |
| 03. | LTTC Rot-Weiß Berlin        | 8           | 10:6   | 34:38   | 80:84  | 638:665 |
| 04. | Bremer Tennis-Club von 1912 | 8           | 8:8    | 35:37   | 82:83  | 713:690 |
| 05. | Der Club an der Alster      | 8           | 8:8    | 34:38   | 78:93  | 663:730 |
| 06. | Wilhelmshavener THC (N)     | 8           | 6:10   | 32:40   | 76:91  | 642:708 |
| 07. | TC Iserlohn                 | 8           | 6:10   | 26:46   | 63:104 | 612:756 |
| 08. | TC BW Berlin (N)            | 8           | 4:12   | 26:46   | 73:98  | 645:731 |
| 09. | Bielefelder TTC             | 8           | 0:16   | 22:50   | 57:112 | 565:778 |

#### 2. Tennis-Bundesliga Süd
|     | Mannschaft             | Begegnungen | Punkte | Matches | Sätze  | Spiele  |
| --- | ---------------------- | ----------- | ------ | ------- | ------ | ------- |
| 01. | TSV 1860 Rosenheim     | 8           | 16:0   | 58:14   | 122:34 | 811:478 |
| 02. | BASF TC Ludwigshafen   | 8           | 14:2   | 46:26   | 102:64 | 748:637 |
| 03. | TV Reutlingen (A)      | 8           | 10:6   | 41:31   | 98:80  | 726:679 |
| 04. | SpVgg Hainsacker       | 8           | 8:8    | 35:37   | 81:85  | 664:687 |
| 05. | TC Weiß-Blau Würzburg  | 8           | 8:8    | 31:41   | 75:92  | 633:703 |
| 06. | TC Wolfsberg Pforzheim | 8           | 6:10   | 34:38   | 84:90  | 697:705 |
| 07. | TC Amberg am Schanzl   | 8           | 4:12   | 31:41   | 70:96  | 636:717 |
| 08. | TC Blau Weiß Oberweier | 8           | 4:12   | 29:43   | 68:98  | 635:736 |
| 09. | Wiesbadener THC (N)    | 8           | 2:14   | 19:53   | 54:115 | 549:757 |

## Tennis-Bundesliga der Herren 30 2019

### 1. Tennis-Bundesliga der Herren 30
Der Buschhausener TC gewann das Finale um die deutsche Meisterschaft gegen den STK Garching mit 7:2. Beide Mannschaften hatten jeweils als Aufsteiger ihre Gruppe Nord bzw. Süd überlegen und ungeschlagen gewonnen. Der Vorjahresmeister TC Raadt hatte seine Mannschaft vor Saisonstart zurückgezogen und konnte seinen Titel daher nicht verteidigen.

#### Finale
| Heim             | Auswärts     | Matches | Sätze | Spiele |
| ---------------- | ------------ | ------- | ----- | ------ |
| Buschhausener TC | STK Garching | 7:2     | 14:4  | 90:47  |

#### 1. Tennis-Bundesliga Nord
|     | Mannschaft                       | Begegnungen   | Punkte        | Matches       | Sätze         | Spiele        |
| --- | -------------------------------- | ------------- | ------------- | ------------- | ------------- | ------------- |
| 01. | Buschhausener TC (A)             | 5             | 10:0          | 32:13         | 70:29         | 476:307       |
| 02. | TV Espelkamp-Mittwald            | 5             | 6:4           | 28:17         | 61:37         | 443:327       |
| 03. | Kölner THC Stadion Rot-Weiss (A) | 5             | 6:4           | 26:19         | 59:44         | 445:369       |
| 04. | RTHC Bayer Leverkusen            | 5             | 6:4           | 21:24         | 44:53         | 348:422       |
| 05. | Uhlenhorster HC (A)              | 5             | 2:8           | 18:27         | 41:61         | 370:446       |
| 06. | TC 1899 Blau-Weiss Berlin (A)    | 5             | 0:10          | 10:35         | 26:77         | 284:495       |
| 07. | TC Raadt e. V. Mülheim (M)       | zurückgezogen | zurückgezogen | zurückgezogen | zurückgezogen | zurückgezogen |

#### 1. Tennis-Bundesliga Süd
|     | Mannschaft           | Begegnungen | Punkte | Matches | Sätze | Spiele  |
| --- | -------------------- | ----------- | ------ | ------- | ----- | ------- |
| 01. | STK Garching (A)     | 6           | 12:0   | 40:14   | 89:35 | 578:376 |
| 02. | MTTC Iphitos München | 6           | 8:4    | 26:28   | 58:63 | 448:487 |
| 03. | ST Lohfelden         | 6           | 6:6    | 32:22   | 72:52 | 517:434 |
| 04. | TC Großhesselohe     | 6           | 6:6    | 27:27   | 58:59 | 475:483 |
| 05. | TC Dachau            | 6           | 6:6    | 23:31   | 51:69 | 421:502 |
| 06. | SC SAFO Frankfurt    | 6           | 4:8    | 30:24   | 66:60 | 514:468 |
| 07. | Wiesbadener THC (A)  | 6           | 0:12   | 11:43   | 32:88 | 355:558 |

## Tennis-Bundesliga der Damen 2019

### 1. Tennis-Bundesliga der Damen
Der Serienmeister der letzten drei Jahre, der TC Rot-Blau Regensburg, hatte seine Mannschaft zurückgezogen und konnte seinen Titel daher nicht verteidigen. Die beiden Aufsteiger des TC Bad Vilbel und des TC Bredeney machten den Titel unter sich aus, am Ende mit dem glücklicheren Ende für die Bad Vilbelerinnen, die sich bei Punktgleichheit aufgrund dreier gewonnener Matches mehr durchsetzten und deutscher Meister wurden.
|     | Mannschaft                         | Begegnungen | Punkte | Matches | Sätze | Spiele  |
| --- | ---------------------------------- | ----------- | ------ | ------- | ----- | ------- |
| 01. | TC Bad Vilbel (N)                  | 6           | 8:4    | 34:20   | 76:46 | 555:430 |
| 02. | TC Bredeney (N)                    | 6           | 8:4    | 31:23   | 67:56 | 501:457 |
| 03. | TC Rüppurr Karlsruhe               | 6           | 6:6    | 30:24   | 64:57 | 473:476 |
| 04. | TC Blau-Weiß Dresden-Blasewitz (N) | 6           | 6:6    | 29:25   | 65:58 | 518:484 |
| 05. | TEC Waldau Stuttgart               | 6           | 6:6    | 25:29   | 57:62 | 509:486 |
| 06. | TK Blau-Weiss Aachen               | 6           | 6:6    | 24:30   | 59:67 | 493:528 |
| 07. | DTV Hannover                       | 6           | 2:10   | 16:38   | 41:83 | 380:568 |

### 2. Tennis-Bundesliga der Damen
Der Marienburger SC aus Köln gewann verlustpunktfrei die zweite Bundesliga Nord und stieg in die erste Bundesliga auf.
Im Süden setzte sich der TC Grün-Weiss Luitpoldpark München vor dem Aufsteiger TC Oppau durch.

#### 2. Tennis-Bundesliga Nord
|     | Mannschaft                         | Begegnungen | Punkte | Matches | Sätze | Spiele  |
| --- | ---------------------------------- | ----------- | ------ | ------- | ----- | ------- |
| 01. | Marienburger SC                    | 6           | 12:0   | 43:11   | 89:27 | 607:308 |
| 02. | TC Blau-Weiss Berlin               | 6           | 10:2   | 36:18   | 80:45 | 542:399 |
| 03. | Der Club an der Alster Hamburg (A) | 6           | 8:4    | 37:17   | 80:45 | 553:410 |
| 04. | RTHC Bayer Leverkusen              | 6           | 4:8    | 21:33   | 50:67 | 417:527 |
| 05. | TC Union Münster                   | 6           | 4:8    | 19:35   | 47:75 | 408:538 |
| 06. | THC von Horn und Hamm (N)          | 6           | 4:8    | 19:35   | 45:75 | 425:548 |
| 07. | Lintorfer TC (N)                   | 6           | 0:12   | 14:40   | 35:86 | 361:583 |

#### 2. Tennis-Bundesliga Süd
|     | Mannschaft                    | Begegnungen | Punkte | Matches | Sätze | Spiele  |
| --- | ----------------------------- | ----------- | ------ | ------- | ----- | ------- |
| 01. | TC GW Luitpoldpark München    | 6           | 10:2   | 36:18   | 80:46 | 549:405 |
| 02. | TC Oppau (N)                  | 6           | 8:4    | 27:27   | 60:61 | 495:506 |
| 03. | MTG Blau-Weiss Mannheim (N)   | 6           | 6:6    | 29:25   | 61:56 | 477:459 |
| 04. | MTTC Iphitos                  | 6           | 6:6    | 27:27   | 62:59 | 495:463 |
| 05. | Donat Tennisteam Manching (N) | 6           | 6:6    | 27:27   | 62:61 | 458:488 |
| 06. | BASF TC Ludwigshafen (A)      | 6           | 6:6    | 26:28   | 62:64 | 471:465 |
| 07. | SC Frankfurt 1880 (N)         | 6           | 0:12   | 17:37   | 41:81 | 412:571 |